# Takeshi Yonezawa
Takeshi Yonezawa (米澤 剛志, Yonezawa Takeshi) est un footballeur japonais né le 6 février 1969 dans la préfecture d'Osaka au Japon.